# Тихе місце: День перший
«Тихе місце: День перший» (англ. A Quiet Place: Day One) — американський фільм жахів режисера і сценариста Майкла Сарноскі, заснований на оригінальній історії Джона Кразінські. Спіноф серії фільмів «Тихе місце».
Дія фільму відбувається у перший день після появи на Землі таємничих інопланетних монстрів, які абсолютно сліпі, але мають надчутливий слух, завдяки якому, почувши жертву, швидко наздоганяють і вбивають її.

## Сюжет
Саміра «Сем» — невиліковно хвора на рак жінка, що мешкає в хоспісі біля Нью-Йорка зі своїм котом Фродо. Медбрат Рубен переконує Сем вирушити на шоу маріонеток на Мангеттені з іншими пацієнтами, пообіцявши відвезти її потім в улюблену піцерію. Коли вони перебувають у місті, Рубен повідомляє про дивні новини, через які доведеться терміново повернутися до хоспісу. З неба падають схожі на метеорити об'єкти, звідки з'являються інопланетні істоти та атакують натовп. Метеорит влучає в карету швидкої допомоги й Сем непритомніє.
Згодом Сем отямлюється в ляльковому театрі з Фродо та іншими вцілілими, включаючи Анрі, який дає їй знак мовчати. Оголошення з військових гелікоптерів попереджають цивільних осіб зберігати тишу та ховатися, доки влада не зможе їх евакуювати. Потім Сем спостерігає як літаки бомбардують мости з метою ізолювати острів Мангеттен. Один з уцілілих панікує й Анрі ненавмисне вбиває його, намагаючись змусити мовчати.
Коли настає ніч, вимикається електропостачання і спрацьовує аварійний генератор, видаючи шум. Рубен вимикає його, але при цьому рветься його сорочка й інопланетянин, почувши це, вбиває Рубена. Сем забирає Фродо та їде до Гарлему, де військові переправляють цивільних з острова, оскільки інопланетяни не вміють плавати. Наближення істот спричиняє тисняву, Сем тікає в протилежному напрямку і губить Фродо.
Ерік, студент англійського права, втікає із затопленої станції метро та зустрічає Фродо. Слідуючи за котом, він зустрічає Сем. Вона намагається переконати Еріка піти на південь до пункту евакуації, але приголомшений Ерік йде слідом за Сем до її житла. Ерік дізнається, що Сем — відома поетеса. Наступного ранку Сем повертається до Гарлему, але Ерік наздоганяє її, і вони продовжують подорож разом. Сем і Ерік випадково приманюють істот і тікають у затоплене метро. Один з інопланетян тоне, переслідуючи їх.
Сем та Ерік спиняються в зруйнованій церкві. Сем відпочиває, поки Ерік шукає для неї знеболювальне. Потім він рятує Фродо з будівельного майданчика, по якому ходить більша істота і поїдає залишки своєї органічної капсули. Сем розповідає Еріку свою мрію — поїсти піцу в клубі, де музикував її батько, як у дитинстві. Ерік виконує бажання Сем, відводить її до клубу, знаходить піцу та розважає фокусами.
Зранку Ерік і Сем бачать як із Мангеттена відпливають човни з цивільними. Інопланетяни збираються на березі, щоб напасти. Сем дає Еріку свою куртку та Фродо, а потім біжить, розбиваючи вікна авто, щоб відволікти істот і дати Еріку шанс заскочити в човен. Приваблені шумом інопланетяни покидають берег. Ерік і Фродо стрибають у воду, а Анрі затягує їх у човен. Потім Ерік знаходить записку від Сем, де вона просить піклуватися про Фродо та дякує йому за приємні миті життя.
Сем виходить на безлюдну вулицю, слухаючи «Feeling Good» Ніни Сімон на своєму iPod. Посміхаючись, вона знімає навушники та приймає неминучу смерть від істоти, що з'являється позаду.

## У ролях
| Актор         | Роль  |
| ------------- | ----- |
| Люпіта Ніонго | Сем   |
| Джозеф Квінн  | Ерік  |
| Алекс Вульф   | Рубен |
| Джимон Гонсу  | Генрі |
| Еліан Умухіре | Зена  |

## Розробка
У листопаді 2020 стало відомо, що компанія Paramount Pictures замовила виробництво спінофа до фільму «Тихе місце», сценаристом і режисером якого був призначений Джефф Ніколс, а Майкл Бей, Ендрю Форм, Бред Фуллер і Джон Кразінські стали продюсерами. Виробництвом фільму займуться компанії Paramount Pictures, Sunday Night Productions та Platinum Dunes. У травні 2021 Кразінські повідомив, що сценарій фільму готовий і переданий студії. До жовтня цього року Джефф Ніколс відмовився від ролі режисера через «творчі розбіжності», після чого почався терміновий пошук нового режисера. У січні 2022 року новим режисером фільму було призначено Майкла Сарноскі.
У квітні 2022 року на фестивалі CinemaCon було оголошено назву фільму: «Тихе місце: День Перший».

### Підбір акторів
У листопаді 2022 року стало відомо, що у фільмі знімуться Люпіта Ніонго та Джозеф Квінн. У січні 2023 року до акторського складу приєднався Алекс Вульф. У березні 2023 року було оголошено, що у фільмі також зніметься Джимон Гонсу, який знову зіграє роль «людини на острові», як і у фільмі «Тихе місце 2». Через місяць стало відомо, що у фільмі також зніметься Денис О'Хер.

## Зйомки
Зйомки фільму почалися 2 січня 2023 року в Лондоні, і закінчилися 11 квітня того ж року.

## Прем'єра
Прем'єра фільму спочатку планувалася на 8 березня 2023, потім на 22 вересня 2023, після чого її перенесли на 8 березня 2024, а потім на 28 червня 2024.

## Сприйняття
Агрегатор рецензій Rotten Tomatoes вказує, що 87 % рецензій критиків є позитивними із середнім рейтингом 7,1/10. Згідно з вебсайтом, критики визнали фільм більш напруженим, хоча менш жахливим, ніж його попередники, і високо оцінив відступи, включаючи сцени з котом Фродо. На Metacritic середня оцінка склала 68 балів зі 100, що відповідає «загалом схвальним» оцінкам. Авдиторія, опитана на CinemaScore, поставила фільму середню оцінку «B+» за шкалою від A+ до F (як і першому фільму, тоді як на PostTrak 79 % дали загальну позитивну оцінку, а 59 % вказали, що однозначно рекомендують фільм до перегляду.
Меган Маккласкі з «Тайм» написала в огляді, що «День перший» пішов правильним шляхом. знайомлячи з цілковито новими персонажами. Він є «так само меланхолійним квестом, як і трилером про смертельну небезпеку», але не може претендувати на звання найстрашнішого фільму року. Оскільки це вже третій фільм у франшизі, то глядачі заздалегідь знають із чим стикнуться герої, тому страх перед невідомими тут більше не спрацьовує.
Річард Ропер з «Chicago Sun-Times» зробив висновок, що сюжет хиткий і місцями вимушений, але досить добре працює як окрема історія, не пов'язана з двома попередніми фільмами. «Тихе місце: День перший» містить кілька приголомшливих сцен, але він також працює як поетичний твір про помираючу молоду жінку, яка налаштована зустріти смерть лише на власних умовах. Акторська гра Ніонго компенсує декілька банальних метафор і надто сентиментальних моментів фільму.
Денис Федорук з ITC.ua стверджував, що автори фільму спробували поєднати напружений апокаліптичний горор про вторгнення інопланетян з приземленою історією про дружбу та підтримку одне одного. Сценаристів перш за все турбує розвиток теплих стосунків Сем та Еріка. «День перший» мало пояснює природу інопланетян, але наслідує кращі оповідні надбання попередників.